# 1. florbalová liga mužů 1995/1996
1. florbalová liga mužů 1995/1996 byla 3. ročníkem nejvyšší mužské florbalové soutěže v Česku.
Soutěž odehrálo 12 týmů turnajovým systémem. Byla to poslední sezóna, která se hrála jen systémem dvakrát každý s každým bez play-off.
V této sezóně poprvé vyhrál tým 1. SC SSK Vítkovice. Vítěz prvních dvou sezón, TJ Tatran Střešovice, skončil na třetím místě.
Nováčky v této sezóně byly týmy VSK FS Brno a Slávie TU Liberec, které nahradily sestupující FBC Mušle Praha a tým O. A. Hovorčovická, který se sloučil s AC Sparta CCS Praha. Brno se vrátilo po jedné sezóně v nižší soutěži. Liberec postoupil poprvé a svoji prvoligovou účast neudržel.
Dále sestoupily týmy UHC Ostrava a TJ Sokol Jaroměř. Tým UHC Ostrava sestoupil po dvou sezónách. Jaroměř, jako původní tým 1. ligy, sestoupila po třech sezónách. Týmy byly v následující sezóně nahrazeny týmy Crazy boys Liberec, FK Inpress Třeboň a Torpedo Havířov. Všechny tři týmy postoupily do nejvyšší soutěže poprvé.

## Konečná tabulka soutěže
| Poř. | Tým                   | Záp. | Výh. | Rem. | Pro. | Branky    | Body | Poznámka |
| ---- | --------------------- | ---- | ---- | ---- | ---- | --------- | ---- | -------- |
| 1.   | 1. SC SSK Vítkovice   | 22   | 19   | 2    | 1    | 141 : 510 | 40   | mistr    |
| 2.   | FBC Ostrava           | 22   | 19   | 1    | 2    | 134 : 440 | 39   | stříbro  |
| 3.   | TJ Tatran Střešovice  | 22   | 17   | 3    | 2    | 120 : 410 | 37   | bronz    |
| 4.   | Tatran Excalibur      | 22   | 10   | 2    | 10   | 190 : 108 | 22   |          |
| 5.   | SK Mentos VDG Praha   | 22   | 9    | 3    | 10   | 181 : 670 | 21   |          |
| 6.   | AC Sparta CCS Praha   | 22   | 10   | 1    | 11   | 192 : 860 | 21   |          |
| 7.   | North Stars Ostrava   | 22   | 8    | 3    | 11   | 169 : 750 | 19   |          |
| 8.   | VSK FS Brno           | 22   | 7    | 3    | 12   | 188 : 107 | 17   |          |
| 9.   | Havlíčkův Brod Sharks | 22   | 6    | 4    | 12   | 177 : 120 | 16   |          |
| 10.  | UHC Ostrava           | 22   | 6    | 1    | 15   | 183 : 121 | 13   | sestup   |
| 11.  | TJ Sokol Jaroměř      | 22   | 4    | 2    | 16   | 172 : 138 | 12   | sestup   |
| 12.  | Slávie TU Liberec     | 22   | 4    | 1    | 17   | 164 : 153 | 9    | sestup   |